# اخلاق هسته‌ای
اخلاق هسته‌ای (انگلیسی: Nuclear ethics)، یک رشته بین رشته‌ای از مطالعات دانشگاهی و مرتبط با سیاست است که در آن مشکلات مرتبط با جنگ هسته‌ای، نظریه بازدارندگی، هسته‌ای کنترل تسلیحات، خلع سلاح هسته‌ای، یا فناوری هسته‌ای از طریق یک یا چند فلسفه‌اخلاق فلسفه‌ها یا چهارچوب‌ها فلسفه‌های اخلاقی مورد بررسی قرار می‌گیرند.